# Euplexia pamprepta
Euplexia pamprepta är en fjärilsart som beskrevs av Turner 1922. Euplexia pamprepta ingår i släktet Euplexia och familjen nattflyn. Inga underarter finns listade i Catalogue of Life.